# Pokrycie (lotnictwo)

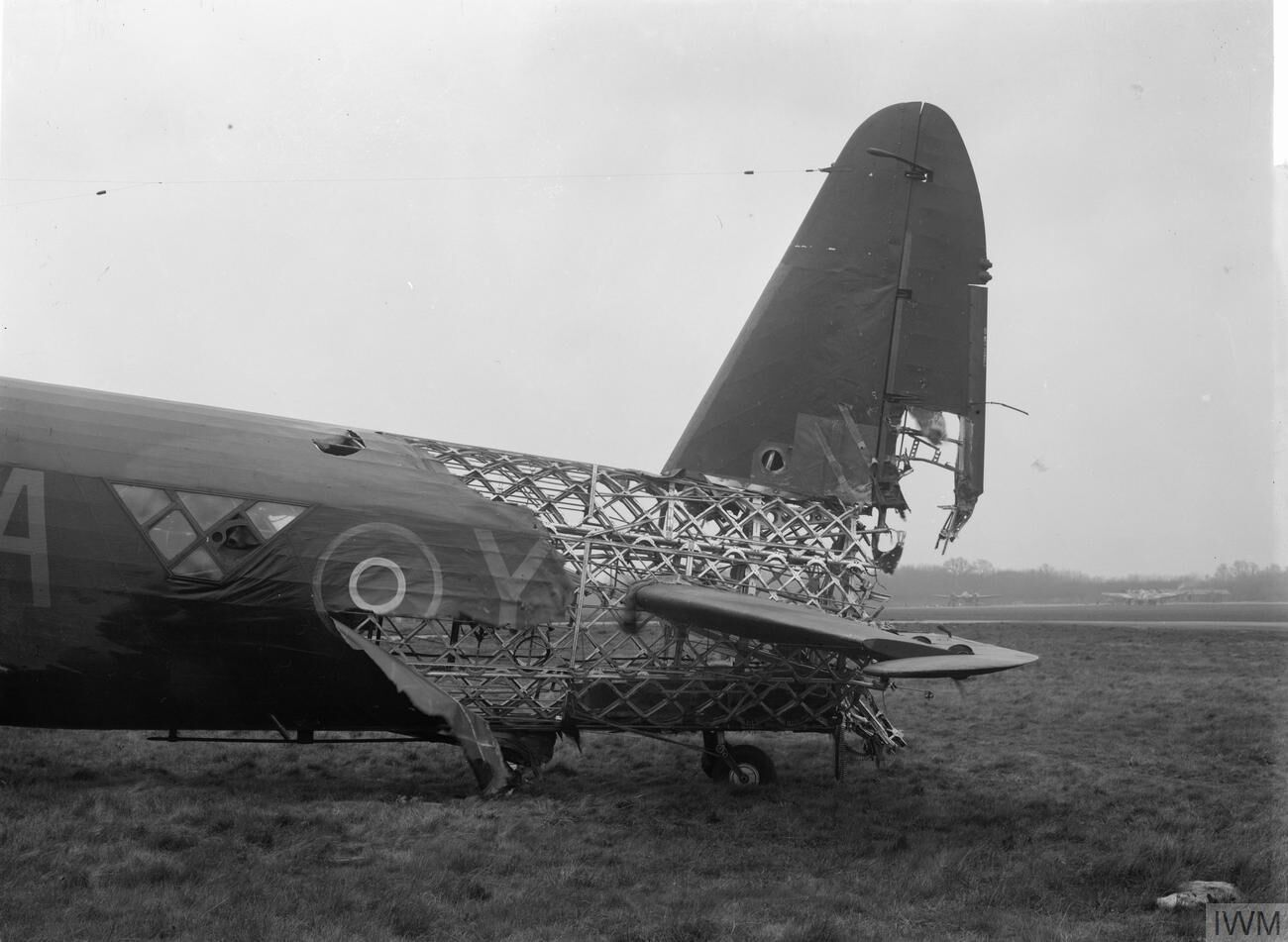
Płócienne, cienkie, niepracujące poszycie (częściowo zniszczone) na samolocie Vickers Wellington

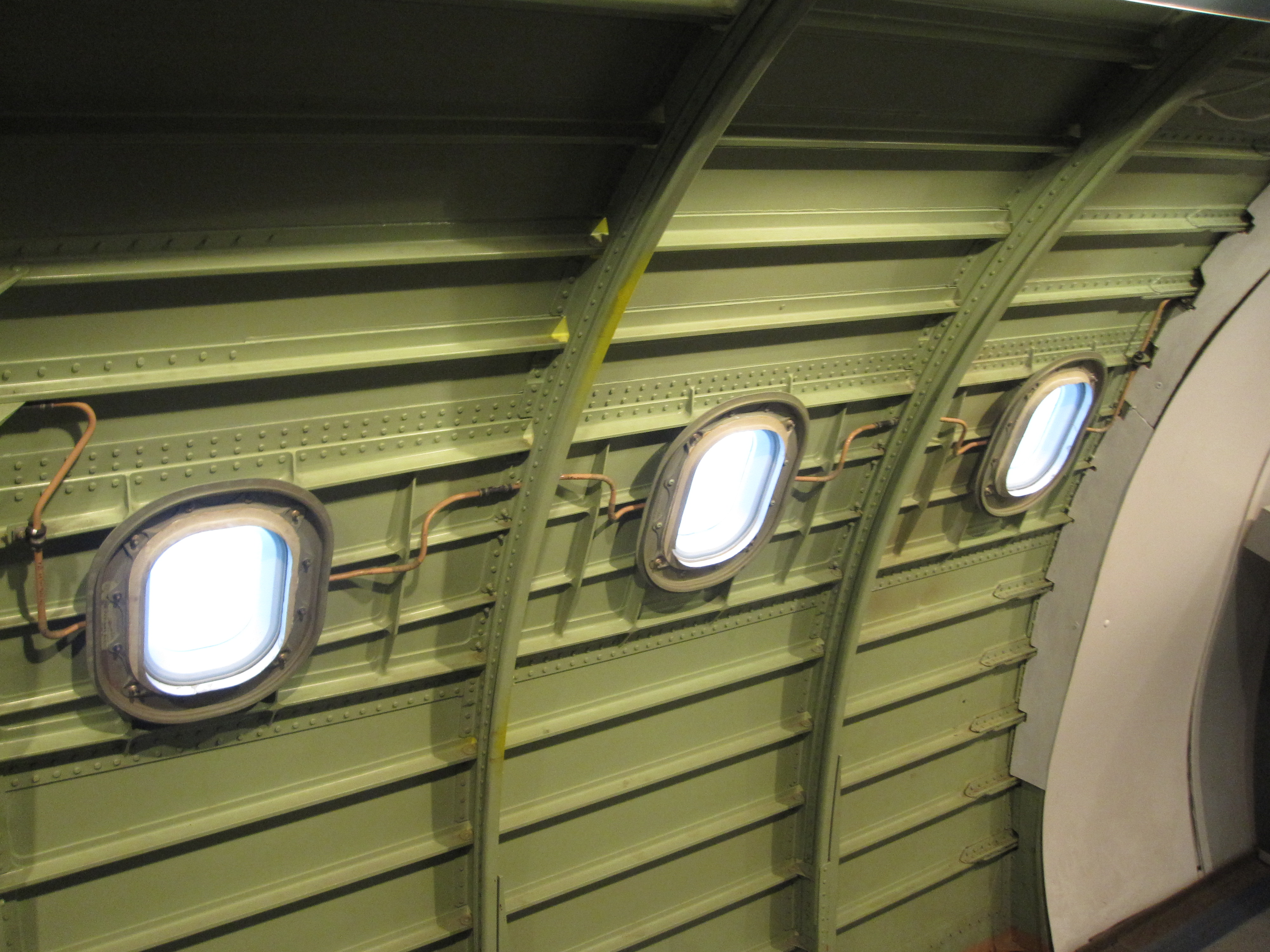
Pracujące, półskorupowe poszycie samolotu Concorde – blacha wzmocniona podłużnicami

Pokrycie a. poszycie – zewnętrzna powłoka skrzydeł, kadłuba i innych elementów statku powietrznego. Pokrycie może przenosić obciążenia konstrukcji (pokrycie pracujące) lub nie (pokrycie niepracujące).
Ze względu na materiał pokrycie może być: drewniane (ze sklejki), metalowe: stalowe lub aluminiowe (zbudowane z nitowanych lub klejonych pasów blach), laminatowe lub płócienne.
Ze względu na konstrukcję pokrycia, dzieli się je na cienkościenne, grubościenne (wielościankowe), przekładkowe lub integralne. W przypadku pokryć niepracujących (cienkościennych, np. płóciennych), całe obciążenie przenoszone są przez elementy strukturalne (np. dźwigary skrzydeł). Pokrycia pracujące przenoszą obciążenie, dlatego muszą mieć sztywną konstrukcję. Równocześnie konstrukcja ta musi być jak najlżejsza, stąd tworzenie pokryć przekładkowych, gdzie wypełniacz łączący warstwy pracujące ma postać lekkiej pianki czy konstrukcji komórkowej (tzw. plaster miodu). Innym bardzo wytrzymałym pokryciem pracującym jest pokrycie integralne, w którym elementy usztywniające i powłoka zewnętrzna wykonane są z jednego bloku materiału (np. przez prasowanie).